# Rahim Redcar
Rahim Redcar, anteriormente conocido bajo el seudónimo Christine and the Queens o Chris (Nantes, 1 de junio de 1988), es un cantante, autor y compositor francés. En 2012 firmó con el sello independiente Because Music. Su trabajo combina música, videoarte, dibujo y fotografía.

## Biografía
Letissier inició sus estudios de teatro en École Normale Supérieure de Lyon (ENS Lyon), pero los finaliza luego en París donde se trasladó en 2010. Adoptó el nombre Christine and the Queens tras lanzar su debut Miséricorde, EP independiente seguido por otro EP en 2012 llamado Mac Abadía. En 2012, abre el show de Lykke Li, The Dø y Woodkid como también los de Lilly Wood and the Prick en 2013. Su tercer lanzamiento fue un EP titulado Nuit 17 à 52  con el cual logró su primer hito en el ranking en el SNEP.
En 2014 Letissier se identificó como pansexual. En 2022 empezó a sustituir en redes sociales por pronombres masculinos los femeninos que usaba hasta entonces.

## Carrera musical

### 2010–13: Inicios y primeros sencillos
Letissier dio su primer recital como Christine and the Queens en un pequeño club de Lyon en 2010. Lanzó su primer extended play, Miséricorde, en 2011, bajo la producción de Marc Lumbroso, productor también de Jean-Jacques Goldman. Su segundo EP, titulado Mac Abbey, siguió en 2012, con éxitos menores «Narcissus Is Back» y «Cripple». El mismo año, fue la artista del acto de apertura de Lykke Li, The Dø y Woodkid. Letissier ganó el premio «Première Francos» en el festival Les Francofolies de La Rochelle y posteriormente firmó con el sello independiente Because Music. El 3 de junio de 2013, lanzó su tercer EP, Nuit 17 à 52, lo que le valió su primera entrada en la lista oficial de álbumes franceses.

### 2014–17: Christine and the Queens yChaleur humaine

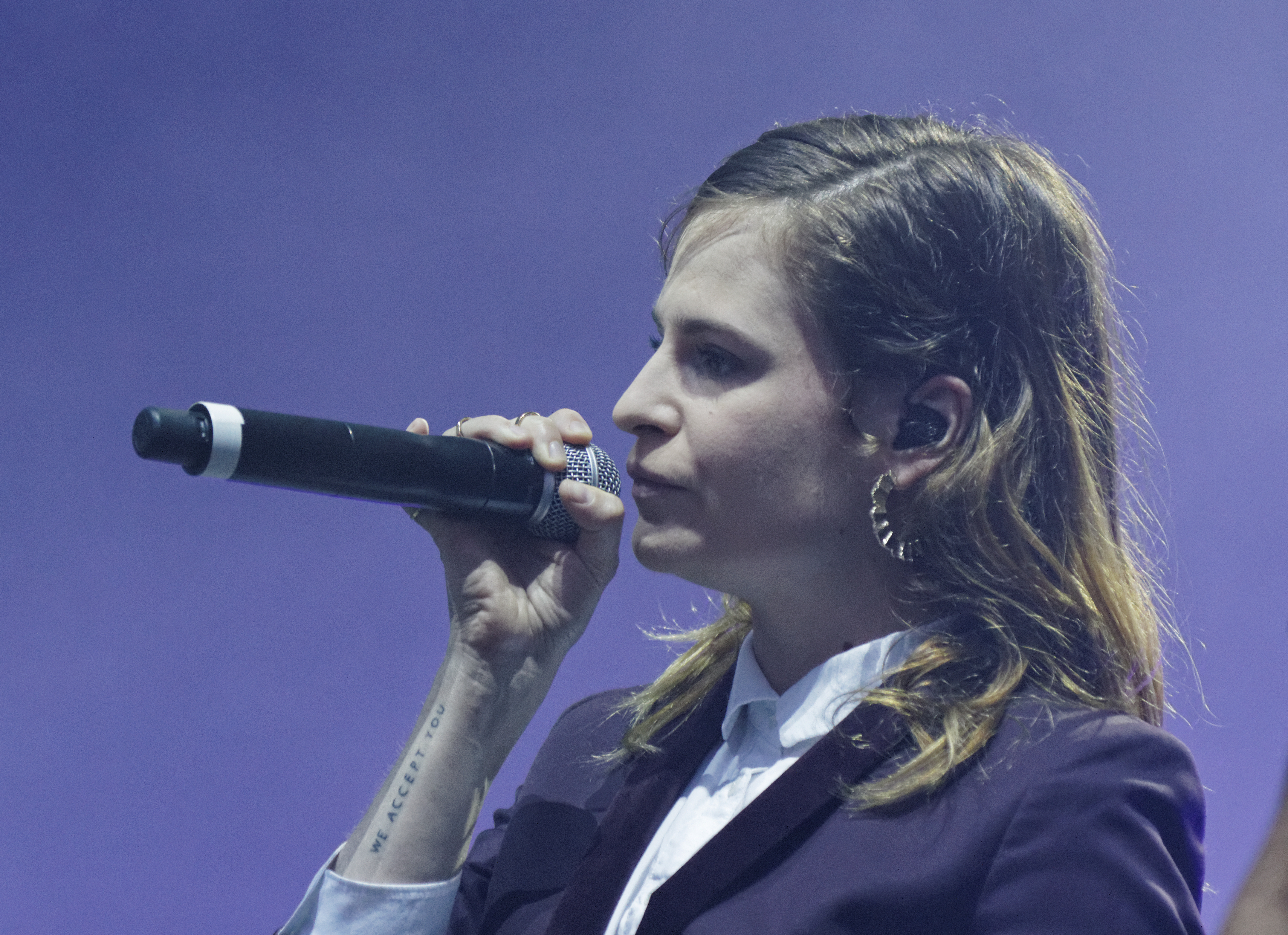
Christine en el Festival de Vieilles Charrues en 2014.

El álbum debut de Christine and the Queens, Chaleur humaine, se lanzó por primera vez en Francia, el 2 de junio de 2014. El primer sencillo, «Nuit 17 à 52», fue publicado un año antes, y formó parte de su tercer EP bajo el mismo nombre. Después se lanzaron tres sencillos más para promoción del álbum de estudio: «Saint Claude», «Christine» y «Paradis Perdus». «Christine» es la versión francesa de «Cripple» lanzada anteriormente en 2012. Después de que el álbum alcanzó el número 2 en la lista francesa y obtuvo la certificación de diamante allí, Letissier realizó una gira por Francia.
Para el mercado estadounidense, el sencillo «Tilted», versión en inglés de «Cripple»/«Christine», fue lanzado el 3 de marzo de 2015, bajo el sello Neon Gold Records. Letissier luego realizó una gira por los Estados Unidos para promocionarse, siendo artista de apertura de Marina and the Diamonds. Exclusivamente para este mercado, el 14 de abril se lanzó el EP, Saint Claude, que incluye cinco canciones de Chaleur humaine en versiones en inglés. El 16 de octubre, el álbum completo, titulado Christine and the Queens, fue lanzado a través de Because Music. Muchas de las pistas fueron reelaboradas con letras en inglés y ritmos renovados por el productor Ash Workman. Dos pistas fueron reemplazadas por tres canciones nuevas, y dos de estas nuevas canciones fueron colaboraciones: «Jonathan» con Perfume Genius y «No Harm Is Done» con el rapero Tunji Ige. En las listas de los diez primeros de 2015 de Time, «Tilted» se incluyó como una de las mejores canciones del año. Pitchfork incluyó la canción en su lista de lo mejor de la década de 2010, «pistas que definen la década» en el número 106. A finales de año, el 10 de diciembre, Madonna invitó a Christine a bailar con ella en el escenario durante su concierto en el Bercy Arena de París.
En el Reino Unido, «Tilted» se lanzó el 15 de enero de 2016 y alcanzó el puesto número 20 en la lista oficial de singles del Reino Unido. El 26 de febrero se lanzó allí una versión en inglés del álbum, con el título original en francés. El disco recibió elogios de la crítica universal. En abril, Christine actuó por primera vez, y dos veces, en el festival de Coachella. La canción «iT» apareció en la serie de televisión Girls en las escenas finales y los créditos del episodio: «Old Loves» de la quinta temporada de la serie, que se emitió el 13 de marzo de 2016. El sencillo «Tilted» se usó en el final de la temporada 2 de la serie Better Things, cuyos personajes recrean el video de la canción como regalo de graduación; este episodio se emitió el 16 de noviembre de 2017.

### 2018–22:Chris,La vita nuovayRedcar les adorables étoiles (prologue)
Para su segundo álbum de estudio, Letissier tuvo escribiendo y colaborando junto con Mark Ronson y Damon Albarn, pero finalmente decidió trabajar en solitario, con Cole M.G.N. como coproductor en algunas pistas. En abril de 2018, anunció una gira por América del Norte y Europa, prevista para el otoño. En julio, Christine también anunció los detalles de su próximo álbum titulado, Chris. Fue precedido por el lanzamiento de dos sencillos, cada uno en una versión en inglés y francés: «Girlfriend»/«Damn, dis-moi» el 17 de mayo, y «Doesn't Matter»/«Doesn't Matter (Voleur de soleil)» el 5 de julio. Más tarde, también lanzó los sencillos: «5 Dollars» en inglés el 16 de agosto y «La marcheuse» en francés el 23 de agosto. Chris, fue publicado el 21 de septiembre de 2018, con aclamación universal.
El 17 de julio de 2019, Charli XCX lanzó el sencillo «Gone» junto con el video musical, una colaboración conjunta con Letissier, que debutaron juntos a fines de mayo durante el festival Primavera Sound. La pista fue preseleccionada por el DJ Annie Mac de la BBC Radio 1 para el disco más popular del año, votada por el público y terminó en tercera posición. Pitchfork incluyó la canción en el número cuatro en su lista de las 100 mejores canciones de 2019 y en el número 145 de las 200 mejores canciones de la década de 2010.
El 5 de febrero de 2020, Letissier lanzó «People, I've Been Sad», el primer sencillo de su EP: La vita nuova ('La nueva vida'), que contiene cinco pistas y una pista extra; fue lanzado el 27 de febrero. Una vez más, Ash Workman colaboró en el álbum como coproductor. Letissier, para promoción, estrenó simultáneamente un cortometraje conceptual dirigido por su antiguo colaborador Colin Solal Cardo. Se llevó a cabo en el famoso e histórico Palais Garnier de París, y presenta a Christine y un grupo de bailarines, bailando las canciones del EP, y concluye con una aparición especial de la artista Caroline Polachek. El EP fue recibido con elogios generalizados de la crítica tras su lanzamiento.
El 26 de septiembre de 2021, Letissier lanzó el EP compuesto de dos pistas Joseph, que contiene una versión de la canción de George Michael «Freedom» y la canción clásica francesa «Comme l'oiseau». El 4 de noviembre de 2021, Charli XCX lanzó «New Shapes» con Letissier y Caroline Polachek como el segundo sencillo de su álbum Crash (2022). El 24 de junio de 2022, Letissier lanzó el sencillo principal de su tercer álbum de estudio, «Je te vois enfin». La pista está cantada íntegramente en francés y ve a Letissier encarnar un alter ego «suave y sofisticado» llamado Redcar. Su tercer álbum de estudio, Redcar les adorables étoiles (prologue), fue lanzado el 11 de noviembre de 2022.

### 2023–presente:Paranoïa, Angels, True Love
El 8 de marzo de 2023, Letissier lanzó la canción «To Be Honest» como sencillo principal de su cuarto álbum Paranoïa, Angels, True Love. Volviendo al nombre Christine and the Queens para el álbum, lo describió como «la segunda parte de un gesto operístico que también abarcó Redcar les adorables étoiles de 2022». Principalmente en inglés, Paranoïa, Angels, True Love fue coproducido por Mike Dean. Su lanzamiento está programado para el 9 de junio de 2023 y presenta colaboraciones con Madonna y 070 Shake.

## Discografía

### Álbumes

#### Álbumes de estudio
- Chaleur humaine (2014)
- Chris (2018)
- Redcar les adorables étoiles (prologue) (2022)
- Paranoïa, Angels, True Love (2023)

#### EP
- Miséricorde (2011)
- Mac Abbey (2012)
- Nuit 17 à 52 (2013)
- iTunes Session (2015)
- Saint Claude (2015)
- La Vita Nuova (2020)

## Premios y nominaciones
Premios BRIT
| Año  | Nominación | Premio                      | Resultado | Ref.   |
| ---- | ---------- | --------------------------- | --------- | ------ |
| 2017 | Él mismo   | Mejor artista internacional | Nominado  | [ 37 ] |
| 2019 | Él mismo   | Mejor artista internacional | Nominado  | [ 38 ] |

Premios GLAAD
| Año  | Nominación | Premio                | Resultado | Ref.   |
| ---- | ---------- | --------------------- | --------- | ------ |
| 2019 | Chris      | Mejor artista musical | Nominado  | [ 39 ] |

Premios MTV EMA
| Año  | Nominación | Premio                | Resultado | Ref.   |
| ---- | ---------- | --------------------- | --------- | ------ |
| 2014 | Él mismo   | Mejor artista francés | Nominado  | [ 40 ] |
| 2015 | Él mismo   | Mejor artista francés | Nominado  | [ 41 ] |